# NGC 4837-1
NGC 4837-1 is een peculiair sterrenstelsel in het sterrenbeeld Jachthonden. Het hemelobject werd op 7 maart 1831 ontdekt door de Britse astronoom John Herschel.

## Synoniemen
- UGC 8068
- MCG 8-24-11
- ZWG 245.6
- 1ZW 46
- IRAS 12545+4834
- PGC 44188